# Intesa Sanpaolo
Intesa Sanpaolo é um dos maiores bancos da Itália. Está sediado em Turim e formou-se a partir da fusão do Banca Intesa com o Sanpaolo IMI em 2007.